# Avant toi (roman)
Pour les articles homonymes, voir Avant toi.
Cet article concerne le roman de Jojo Moyes. Pour le film de Thea Sharrock, voir Avant toi (film).
Avant toi (Me Before You) est un roman d'amour britannique de Jojo Moyes sorti en 2012. Le roman a deux suites : Après toi (After You), sorti en 2015, et Après tout (Still Me), sorti en 2018.

## Résumé
Au Royaume-Uni, Louisa Clark est une jeune femme de 26 ans issue des classes populaires. Après la fermeture du café où elle travaille, elle doit trouver un nouvel emploi malgré le fait qu'elle ait très peu de qualifications. Elle parvient à se faire engager comme aide de vie par Mme Traynor, dont le fils Will est devenu tétraplégique à la suite d'un accident de la route.
Dès le début, Will montre de l'animosité envers la jeune femme et lui en fait voir de toutes les couleurs. Il souhaite se faire euthanasier mais sa mère a réussi à lui arracher la promesse d'attendre encore six mois. Dotée d'un caractère vif et joyeux, Louisa parvient à se rapprocher du jeune homme. La jeune femme a toujours laissé passer les autres avant elle, aussi bien son fiancé (le couple va battre rapidement de l'aile à la suite de son embauche) que ses parents, sa sœur et son neveu. Tout en redonnant un peu goût à la vie à Will, Louisa va apprendre à s'écouter et se faire plaisir, tout en s'affirmant davantage.
Les deux jeunes gens finissent par s'apprécier mutuellement, avant de tomber amoureux. Cependant, Will refuse de continuer de vivre…

## Adaptation
Le roman a été adapté au cinéma en 2016 par Thea Sharrock sous le titre Avant toi.